# Apocephalus sinuosus
Apocephalus sinuosus är en tvåvingeart som beskrevs av Brown 1997. Apocephalus sinuosus ingår i släktet Apocephalus och familjen puckelflugor. Inga underarter finns listade i Catalogue of Life.